# Lopezia tepicana
Lopezia tepicana är en dunörtsväxtart som beskrevs av Thomas Archibald Sprague och Riley. Lopezia tepicana ingår i släktet enmansblommor, och familjen dunörtsväxter. Inga underarter finns listade i Catalogue of Life.